# Boaria
La boaria era il contratto agrario che vincolava il boaro e la sua famiglia per un anno nei confronti del proprietario di un fondo agricolo e prevedeva un salario in natura o in contanti. Era possibile che per alcune attività fosse prevista anche una percentuale dei prodotti. 
Per contro il boaro non pagava l'affitto per l'alloggio, il porcile, il pollaio ed un orto, abitualmente dell'estensione di un ettaro, caratteri questi che la assimilavano alla mezzadria. 
Il boaro aveva l'obbligo di fornire un numero stabilito di giornate lavorative prestate da uomini e donne per i lavori dei campi. In genere il boaro faceva ricorso a manodopera della sua famiglia, ma se non poteva aveva l'obbligo di assumere, a sue spese, dei braccianti. 

## Zona di diffusione
La "boaria" era il contratto caratteristico delle aree del Ferrarese di livello inferiore, dove le alluvioni costituivano una minaccia permanente. Tradizionalmente la provincia veniva suddivisa, infatti, in "terre vecchie" e "terre nuove", una divisione che corrispondeva, in pratica, a quella tra terre alte e terre basse. Se nelle terre "alte", in pratica i dossi rilevati corrispondenti ai letti abbandonati del Reno o di rami del Po, più fertili e sicure dalle alluvioni, dai tempi più remoti si era stabilita la mezzadria, in quelle "basse" nessuna famiglia accettava il contratto di divisione a metà del prodotto, che era insicuro, e chi accettava di condurre un'azienda lo faceva solo per un salario sicuro. 
A differenza delle terre "vecchie" della mezzadria, sagomate in piccoli campi intesecati da piantate di olmi che sorreggevano le "tirelle" di vite, i terreni bassi, più argillosi e meno adatti alla vite, erano disposti in ampi riquadri, la disposizione della "larga" ferrarese. 
In un volume recente che ha riassunto la vasta bibliografia sulle metamorfosi successive del Ferrarese Antonio Saltiniha spiegato che la misura di campi da affidare ad un boaro corrispondeva ad un "versuro", una superficie alla cui semina erano necessari 90 - 180 staia di frumento, corrispondenti a 25-30 ettari. 
Alla coltivazione del "versuro" erano necessari, mediamente, sette gioghi di buoi, che era compito del boaro curare. Ovviamente al tempo delle arature, due o tre per il grano, due, più profonde, eseguite, quindi con tutti i buoi disponibili, per le modeste superfici a canapa, dovevano essere assunti gli operai necessari per la conduzione di tutti i gioghi, o, per la canapa, i vangatori che, seguendo l'aratro, approfondivano dello spessore della vanga il solco dello strumento, così da raggiungere i 45 centimetri, la misura più profonda di un'aratura in tutto il Continente, reputata essenziale per il rigoglio della canapa: la canapa ferrarese, famosa per la propria qualità, era la prima ad essere ricercata dall'Ammiragliato britannico per la prima marina del mondo.